# Anselm Kiefer

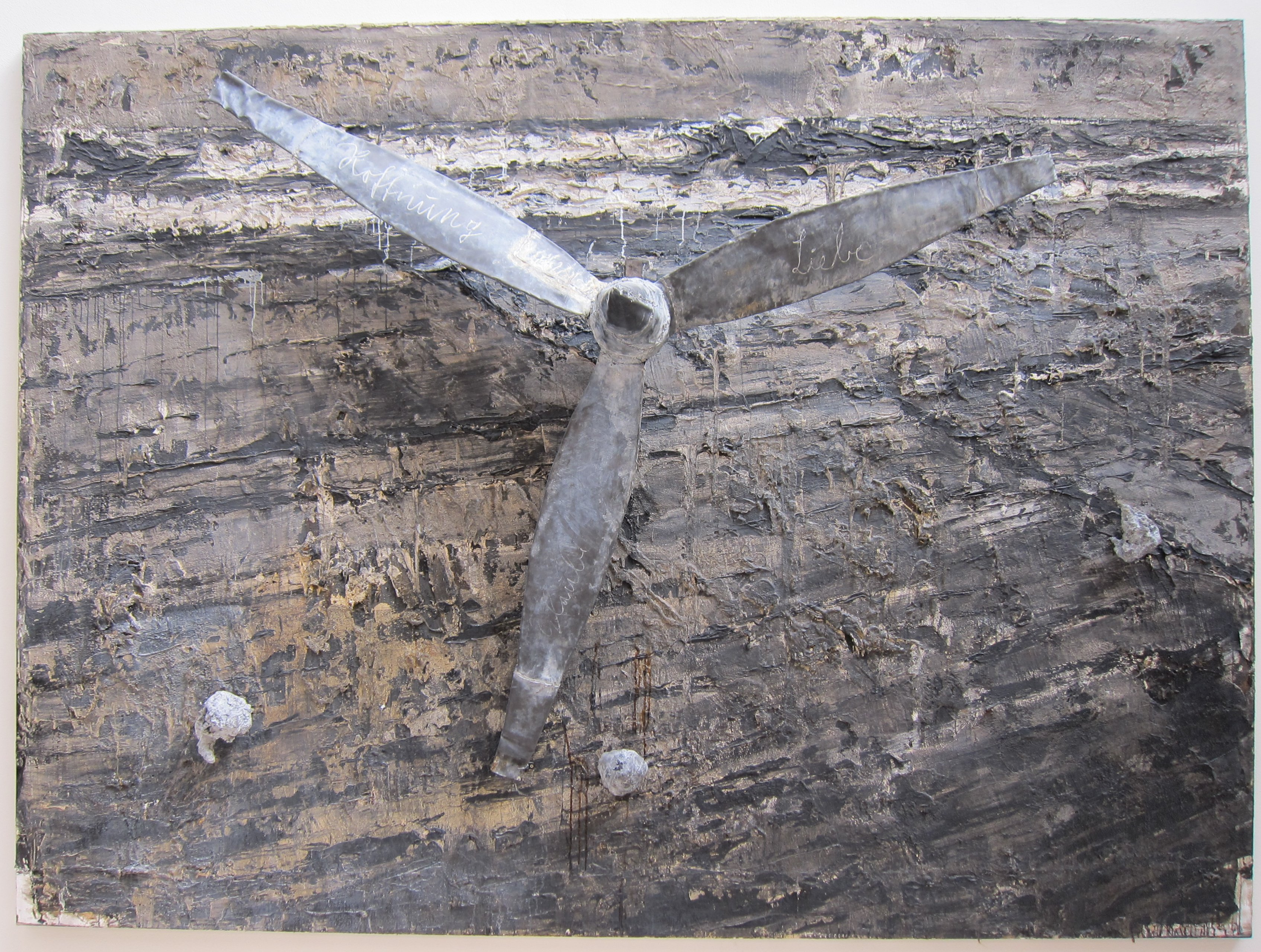
Tro Hopp Kärlek (1985).

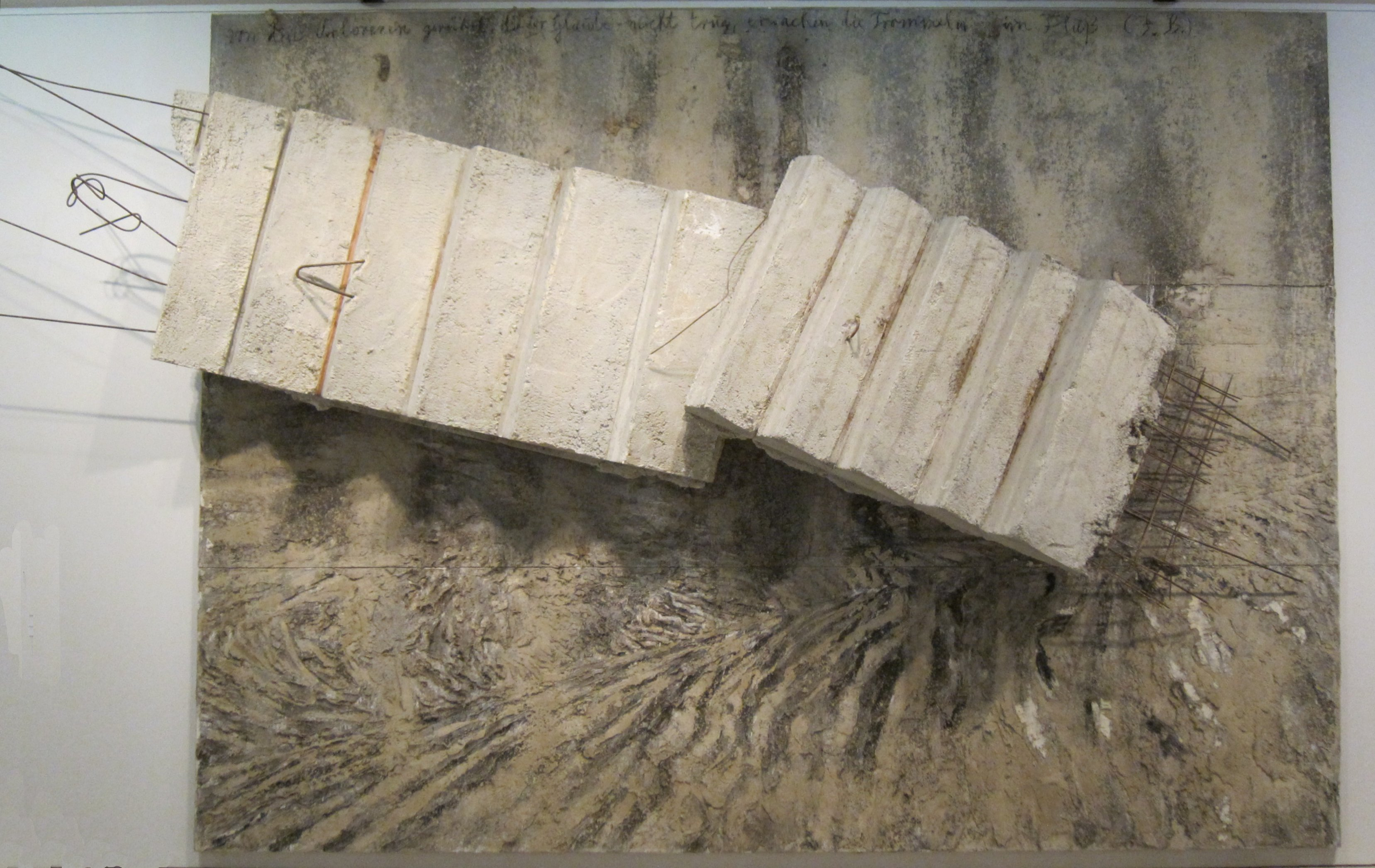
Von den Verlorenen gerührt, die der Glaube nicht trug. (Berörd av de förlorade som tron inte stödde) Art Gallery of New South Wales.

Anselm Kiefer, född 8 mars 1945 i Donaueschingen i Baden-Württemberg, är en tysk målare och skulptör.
Anselm Kiefer bodde först i Rastatt i Tyskland och sedan studerade han bildkonst hos Peter Dreher i Freiburg im Breisgau, i Karlsruhe hos Horst Antes och i Düsseldorf hos Joseph Beuys. År 1969 framträdde han med sin första utställning med bildserien "Besetzungen" i Karlsruhe.
Anselm Kiefer är bland de mest berömda och framgångsrika, men också omdiskuterade, tyska konstnärerna sedan andra världskriget. Framför allt blev han känd genom sina materialbilder. 
I sina verk bearbetar Kiefer det förflutna och teman som i modern tysk historia är tabubelagda. Temat nationalsocialism reflekteras särskilt ofta i hans verk. Målningen Dein goldenes Haar, Margarete (1981) inspirerades av Paul Celans välkända dikt Dödsfuga.

## Utställningar i urval
- 1979 Stedelijk Van Abbemuseum, Eindhoven, Niederlande.
- 1980 Verbrennen, verholzen, versenken, versanden. Deutsche Pavillon auf der 39. Biennale von Venedig,
- 1982 Documenta 7, Kassel
- 1986 Stedelijk Museum Amsterdam;
- 1987 Anselm Kiefer in den Museen für moderne Kunst in Chicago, Philadelphia, Los Angeles und im MoMA in New York.
- 1993 Melancholia, Wanderausstellung in Japan (Tokio, Kyoto, Hiroshima).
- 1999 Anselm Kiefer - Works on Paper, Metropolitan Museum of Art, New York
- 2000 Hôpital de la Salpêtrière, Chapelle, Paris
- 2001 Die Himmelspaläste, Fondation Beyeler, Basel
- 2005 Lasst tausend Blumen blühen, Kunsthalle Würth
- 2005 Die Frauen, Villa Medici, Rom
- 2005/06 Himmel und Erde, Museum of Modern Art, San Francisco
- 2007 Guggenheim Museum, Bilbao
- 2007 Chute d’étoiles, Monumenta, Grand Palais, Paris
- 2008 „Mao“ Triennale Milano Bovisa
- 2008/09 Anselm Kiefer. Aus der Sammlung Großhaus. Schloss Gottorf, Schleswig
- 2010    Next year in Jerusalem (Gagosian Gallery New York )
- 2010/11 Louisiana Museum für Moderne Kunst, Humlebæk
- 2022/2023 Essence-Eksistance, Artipelag - Art museum, Gustavsberg, Stockholm Archipelago

## Verk
- 1974: Malerei der verbrannten Erde
- 1976: Wege der Weltweisheit: Hermannsschlacht, Sammlung der Deutschen Bank, Frankfurt a.M.
- 1980–1985: Midgard, 360 cm × 605 cm, Öl, Acrylfarbe auf Leinwand, The Carnegie Museum of Art, PA
- 1980: Wege der Weltweisheit: Die Hermanns-Schlacht, Sammlung Marx
- 1981: Dein goldenes Haar, Margarete, 130 cm × 170 cm, Öl, Acryl, Emulsion, Kohle, Stroh auf Rupfen
- 1982: Wölundlied (mit Flügel), Emulsion und Stroh auf Fotografie mit Blei auf Leinwand montiert, 280 cm × 380 cm, London, Saatchi Collection
- 1982: Märkischer Sand, Ölfarbe, Sand auf Leinwand, Stedelijk Museum, Amsterdam
- 1983: The Supreme Being, Musée National d'Art Moderne, Paris
- 1984–1985: Die Ordnung der Engel, 330 cm × 535 cm, Emulsion, Öl, Schellack, Acryl auf Leinwand, Stahldraht, übermalte Postkarten, Bleiobjekte, Fundació Caixa de Pensions, Barcelona
- 1985–1987: Die Milchstrasse, Emulsion, Öl, Acrylfarbe, Schellack auf Leinwand, Draht und Blei; Albright-Knox Art Gallery, Buffalo, USA
- 1986: Jerusalem, 380 cm × 560 cm, Emulsion, Acrylfarbe, Schellack, Goldfolien, zwei stählerne Skis, Blei
- 1989: Zweistromland
- 1986: Die Frauen der Revolution, 280 cm × 1986 cm, Kreide, Blei auf Holzplanken, mit Maiglöckchen und Rosen hinter Glas mit Bleirahmen, Setzholz (übermalt),
- 1992: Öko-Nischen (Museum Ludwig, Köln)
- 1996: Böhmen liegt am Meer, 191,1 cm × 561,3 cm, Metropolitan Museum of Art, New York
- 2001–2002: La vie secrète des plantes, Musée National d'Art Moderne, Paris
- 2003, Bühnenbild und Kostüme für Ödipus in Kolonos von Sophokles am Wiener Burgtheater (Regie Klaus Michael Grüber)
- 2003, Bühnenbild und Kostüme für Elektra von Richard Strauss am Teatro San Carlo in Neapel (Regie Grüber)
- 2004–2008: Die Freimaurer - Logenbild
- 2007: Athanor, Louvren, Paris; im Treppenhaus der Architekten Percie und Fontain am nördlichen Ende der Colonnade Perrault

## Representation
Kiefer är representerad vid bland annat British Museum, Metropolitan Museum of Art, Statens Museum for Kunst, Museum of Modern Art, Cleveland Museum of Art, Nelson-Atkins Museum of Art, National Gallery of Victoria, Museet för nutidskonst Kiasma, San Francisco Museum of Modern Art, Museum Boijmans Van Beuningen, Minneapolis Institute of Art, Städel Museum, Guggenheimmuseet,
Saint Louis Art Museum, National Gallery of Art, Art Institute of Chicago, Museo Reina Sofía, Tate Modern, Astrup Fearnley Museet, Louisiana och Philadelphia Museum of Art.

## Utmärkelser
- 1976: Villa Massimo